# Ekaterina Trofimova
Pour les articles homonymes, voir Trofimova.
 (mars 2016).
Ekaterina Trofimova est une personnalité russe du monde de la banque, actuellement directrice de l'agence de notation financière ACRA (Analytical Credit Rating Agency, Agence de notation analytique du crédit, de son acronyme russe AKRA), nouvellement créée.

## Biographie
Ekaterina Trofimova est diplômée du département Économie internationale de l'université d'État d'économie de Saint-Pétersbourg en 1998, puis du département Finances et administration fiscale de l'université de la Sorbonne, en 2000.
De 2000 à 2011, Ekaterina Trofimova travaille comme analyste financier, notamment dans l'antenne russe de l'agence Standard & Poor’s et au CIS Financial Institutions Rating Group.
En septembre 2011, elle travaille au sein de la direction de la Gazprombank où elle finit par occuper un poste de vice-présidente.
En novembre 2015, elle est nommée pour créer une agence de notation nationale, qui rende la Russie indépendante des agences occidentales, et notamment américaines. Cette décision est prise en conséquence des sanctions économiques américaines prises contre la Russie dans le conflit ukrainien,.
Elle est membre du jury de la fondation Cartier Womens initiative awards, première personnalité russe à siéger dans ce jury.